# Gystere
Pour les articles homonymes, voir Peskine.
Adrien Boris Peskine, dit Gystere, né le 25 novembre 1980
à Paris, est un auteur-compositeur-interprète multi-instrumentiste, plasticien, vidéaste, producteur.

## Biographie

### Enfance
Fils de Anna Amazonas, plasticienne afro-brésilienne, et de Alain Peskine, professeur d’architecture d'origine russe, il grandit à Issy-les-Moulineaux dans les Hauts-de-Seine, entouré de ses frères Alexis, né en 1979, et Anthony, né en 1982, tous deux également plasticiens. Adrien a également un demi-frère, Vania.
Son grand père est le réalisateur résistant Boris Peskine.
Adrien s’intéresse très tôt à différents domaines artistiques, tels que la musique, le dessin, la bande dessinée. Il commence ensuite à pratiquer la vidéo (films d’animation) en 1990,  puis la musique en 1992, influencé par des artistes tels que Gilberto Gil, Ice Cube, Arrested Development, Les Étoiles (groupe de Rio), ainsi que par beaucoup de membres de sa famille maternelle, tous guitaristes
.

### Carrière
Depuis 1995, il est un des membres du groupe de rap FRER 200™, accompagné de FiBo (Harold Gaillard) et Kombo (Eric Nicolle).
En 2003, il devient un des membres du groupe de funk Disto TV, aux claviers, batterie, percussions, accompagné de Mo’Kalamity au chant et aux percussions, et de Mika Luna à la basse, guitare et batterie.
En 2010, il forme le duo McLuvin avec Drixxxé, le producteur attitré du groupe Triptik entre 1994 et 2004, mais aussi de La Caution, Svinkels, Dany Dan, Mokobé du 113 ou Yelle.
Ils sortent un premier EP quatre titres homonyme en juillet 2010. Ensuite, dans un style qui mêle le hip hop alternatif, l'electro, le rock et la pop, Mc Luvin livre en juin 2011 Animal, EP éponyme de l'album à suivre en mars 2012.
En 2013, il commence un nouveau projet d'album, avec un premier titre sous forme de diptyque, WOMXN / Time Machine .
En 2014, il est membre de Ménestrel, groupe de rock progressif, accompagné de Mika Luna.
En 2019, il présente en décembre son spectacle Gystere Show aux Transmusicales de Rennes.
En 2020, sort l'album A Little Story, qui inclut WOMXN / Time Machine
,, ainsi que le titre Strange breathin' qui traite du sujet des violences commises par certains policiers de par le monde ,.
Gystere poursuit en parallèle plusieurs autres activités musicales, que ce soit DJ à Paris, pianiste pour Marc Cerrone ou compositeur pour l’émission Le Grand Journal sur la chaîne Canal+.
En 2022, il entame une collaboration avec Esperanza Spalding, pour qui il réalise le NPR Tiny Desk ; esperanza spalding participe à son tour à son nouvel album Another Story, la réédition enrichie de A Little Story sorti 2 ans plus tôt.

## Style
Gystere chante principalement en anglais, en évoluant dans un univers musical très personnel, aux sonorités funk / rock progressif / R&B / rap / jazz

## Filmographie

### Réalisateur

#### Vidéoclips
- 2018 : Gystere Show 1 & 2
- 2018 : Womxn The Nightmare Of You Know Who (co-réalisé avec Eden Tinto Collins)
- 2019 : Mxnsplanation (Gystere Live Gang)
- 2019 : Tout s’assemble (Djeuhdjoah & Lieutenant Nicholson)
- 2020 : Strange breathin’ (co-réalisé avec Anthony Peskine)
- 2020 : My Jinji (Sunset Rollercoaster)
- 2021 : Bella de Vaudou Game (co-réalisé avec Anthony Peskine)
- 2022 : WOMXN / Time Machine (co-réalisé avec Anthony Peskine)
- 2022 : esperanza spalding's NPR (home) Tiny Desk
- 2022 : Another Story with esperanza spalding (co-réalisé avec Anthony Peskine)

## Radio

### Émissions
- À partir de la rentrée 2020, il est chroniqueur sur Radio Nova dans l’émission Super Nova de Marie Bonnisseau, où il réadapte le Gystere Show en toast hebdomadaire[réf. nécessaire].

## Discographie

### Albums

#### Participations
- 2002 : composition et chant sur l'album Fils De Faucon du groupe FRER 200™
- 2003 : composition de plusieurs musiques sur l'album Contes Ineffables de D’ de Kabal
- 2005 : composition de l'album Girlfriend pour Quinze
- 2006 : composition et chant sur l'album Andromède du groupe FRER 200™
- 2009 : composition de toutes les musiques du spectacle A Block de Thomas Ngijol
- 2010 : composition et chant sur l'album Le Groupe Du Moment du groupe FRER 200™
- 2011 : composition et chant sur l'album Action ou Vérité du groupe FRER 200™
- 2011 : remix du titre Je danse (Mc Luvin Remix) pour la chanteuse Jenifer
- 2012 : composition et chant sur l'album La trilogie du groupe FRER 200™
- 2012 : composition du premier album Éponyme pour la chanteuse Doris
- 2015 : remix du titre Garçon pour la chanteuse Doris
- 2019 : featuring sur le titre Midnight de Cosmonection